# Oxeoschistus simplex
Oxeoschistus simplex är en fjärilsart som beskrevs av Butler 1868. Oxeoschistus simplex ingår i släktet Oxeoschistus och familjen praktfjärilar. Inga underarter finns listade i Catalogue of Life.